# Gilaičiai
Gilaičiai (do 1930 Ryškiškėmis) – wieś na Litwie, w okręgu szawelskim, w rejonie szawelskim. Według danych z 2011 roku wieś zamieszkiwało 309 osób.
We wsi znajduje się punkt medyczny, szkoła podstawowa, dom kultury i biblioteka.